# عيسى ديبي
عيسى ديبي (1969-) هو فنان وباحث أكاديمي فلسطيني ولد في مدينة حيفا، ومقيم في جنيف، درس الابتدائية والثانوية في مدارس حيفا وحصل على الماجستير عام 1999 من جامعة ليفربول في بريطانيا، وحاصل على درجة الدكتواره في الفنون الجميلة من جامعة ساوثهامبتون. ترأس قسم الثقافات البصرية في الجامعة الأمريكية في القاهرة بين عامي 2010 و2013. وعمل أيضاً كمحاضر في العديد من الجامعات حول العالم، بما في ذلك كلية الآداب في جامعة ساوثهامبتون في المملكة المتحدة 2007-2008، ومركزالدراسات العليا للتصميم في مونتيري المكسيك 2009، وجامعة شولالونغكورن في بانكوك، تايلاند (2009-2010)، والجامعة الأمريكية في القاهرة خلال الفترة (2010-2014). كما شغل منصب رئيس قسم الفن والتصميم في جامعة مونتكليرفي نيوجيرسي بين 2013 و2017. حالياً يرأس قسم الرسم والطباعة في جامعة فرجينيا كومنولث في قطر. كان عضواً في العديد من الجمعيات الفنية الدولية، منها الرابطة الدولية للفنون (IAA) منذ 2018، وجمعية الفنانين العرب في بغداد، العراق 2018، وجمعية الفنانين السويسريين. وتشمل أعماله موضوعات الهجرة والإقصاء وعلاقة الفن بالوطن.
من أعماله البارزة: "نيويورك" 2002 و"بدون عنوان" الذي عُرض في معرض فيشنر ومزراحي في فيينا، النمسا.

## معارضه
1. معرض قتل الوقت، كوينز إنترناشيونال، متحف كوينز عام 2004.[6]
2. معرض انبثاق الثامن، مركز الفن المعاصر نيو جيرسي عام 2007.
3. معرض مانيفستا الثامن، البينالي الأوروبي للفن المعاصر، إسبانيا عام 2010.
4. معرض عمل احتلال مغاير، المعرض الدولي الخامس والخمسين للفنون، بينالي البندقية، إيطاليا عام 2013.
5. معرض جسر إلى فلسطين، صالة مارك هاشم، بيروت، لبنان عام 2015.
6. معرض عمل الوطن الأم، بينالي جانكا الدولي، تركيا عام 2016.
7. معرض المنفى عمل شاق، معرض متجول متحف جامعة بيرزيت، حوش للفن الفلسطيني، دار الكلمة، حيفا عام 2017،2018.

## مؤلفاته
ألف الديبي العديد المؤلفات منها:
1. المرور من الشتات.
2. حوار في زمن المنفى.
3. المنفى عمل شاق.
4. احتلال مغاير.

## مقتنياته
اقتنت عدة مؤسسات أعمال الديبي ومنها: متحف كوينزفي نيويورك، مجموعة مازن قبطي، متحف فينا، متحف مدينة برلين، متحف مدينة أرراو، سويسرا.